# Băneasa (wijk)
Băneasa is een wijk in het noorden van Boekarest nabij het gelijknamige meer van 0,45 km². Zoals alle noordelijke districten van Boekarest is Băneasa dunbevolkt en heb je er ook meer groen. Sinds de jaren '00 zijn de inkomens aan het stijgen en worden er luxe appartementen gebouwd. Ook is Băneasa de wijk met villa's uit de jaren '30 die de laatste 15 jaar gerenoveerd zijn.
In Băneasa heb je het Aurel Vlaicuvliegveld, het tweede vliegveld van Boekarest.
Het centrum van Boekarest en Băneasa zijn verbonden met de bus. Verder wordt de Metro van Boekarest uitgebreid tot Băneasa, voor transport voor het groeiende populatie van Băneasa.
Districten: Sector 1 · Sector 2 · Sector 3 · Sector 4 · Sector 5 · Sector 6

Wijken: Băneasa · Berceni · Centru Civic · Colentina · Cotroceni · Crângași · Dristor · Drumul Taberei · Dudești · Ferentari · Floreasca · Giulești · Iancului · Lipscani · Militari · Obor · Olteniţei · Pantelimon · Pipera · Rahova · Tei · Titan · Văcăreşti · Vitan